# Clinton, Arkansas
Clinton är administrativ huvudort i Van Buren County i Arkansas. Orten har fått sitt namn efter politikern DeWitt Clinton. George Counts grundade Clinton som har varit huvudort i countyt sedan 1844.